# マルフィオ・カノレッティ
マルフィオ・"ザ・ウォーリヤータイガー"・カノレッティ（Marfio Canoletti、1978年6月12日 - ）は、ブラジル出身の男性キックボクサー。身長172cm、体重70kg。シッチ・マスター・ロニー、拳エンターテインメント所属。

## 人物
- 「K-1 WORLD MAX」という文字とロゴの十字架を組み合わせた刺青を背中に彫っている[1]。2003年11月18日の土井広之戦後に「K-1 WORLD MAXに生涯参戦したい」という望みを込めて刺青を彫った。
- 一人娘がおり、K-1のリングにも娘を伴って来日していたことから「南米の子連れ狼」のニックネームが付けられた。現在は結婚している。

## 来歴
2002年10月1日、K-1 Brazil Max 2002で優勝。
2003年7月5日、K-1 WORLD MAX 2003で日本初登場。トーナメント1回戦でサゲッダーオ・ギャットプートンと対戦し、判定負け。
2004年4月7日、K-1 WORLD MAX 2004のトーナメント1回戦でシャミール・ガイダルベコフと対戦し、判定負け。
2005年5月4日、K-1 WORLD MAX 2005のトーナメント1回戦でアンディ・サワーと対戦し、判定負け。3年連続で1回戦敗退となった。
2006年3月25日、シュートボクシングに初参戦し、宍戸大樹に判定負け。11月3日、S-cup 2006のトーナメント1回戦でアンディ・サワーと再戦し、判定負け。
2007年9月8日、所属する拳エンターテインメントがシュートボクシング初の海外アマチュア大会「第1回ブラジル・アマチュアシュートボクシング選手権サンパウロ大会」の開催し、カノレッティもレフェリーとして登場した。
2007年10月28日に行われたシュートボクシング「GROUND ZERO TOKYO 2007」で菊池浩一と対戦予定であったが、日本行きのため空港に向かう途中で交通事故に遭い、試合は中止となった。
2008年4月9日、K-1 WORLD MAX 2008 FINAL16のオープニングファイトで山本優弥と対戦し、判定負け。

## 戦績
| キックボクシング 戦績 | キックボクシング 戦績 | キックボクシング 戦績 | キックボクシング 戦績 | キックボクシング 戦績 | キックボクシング 戦績 | キックボクシング 戦績 |
| --------------------- | --------------------- | --------------------- | --------------------- | --------------------- | --------------------- | --------------------- |
| 27 試合               | (T)KO                 | 判定                  | その他                | 引き分け              | 無効試合              |                       |
| 22 勝                 | 14                    |                       |                       | 0                     | 0                     |                       |
| 5 敗                  |                       |                       |                       | 0                     | 0                     |                       |

| 勝敗 | 対戦相手                       | 試合結果                        | 大会名                                                                            | 開催年月日     |
| ○    | 菊池浩一                       | 3R終了 判定2-0                  | SHOOT BOXING 2008 火魂〜Road to S-cup〜 其の参                                    | 2008年5月28日  |
| ×    | 山本優弥                       | 3R終了 判定0-3                  | K-1 WORLD MAX 2008 World Championship Tournament FINAL16 【オープニングファイト】 | 2008年4月9日   |
| ○    | 喜入衆                         | 判定                            | DEMOLITION FIGHT V                                                                | 2007年4月14日  |
| ×    | アンディ・サワー               | 3R終了 判定0-3                  | SHOOT BOXING WORLD TOURNAMENT S-cup 2006 【1回戦】                                | 2006年11月3日  |
| ○    | 新田明臣                       | 判定                            | DEMOLITION FIGHT IV                                                               | 2006年9月23日  |
| ×    | 宍戸大樹                       | 5R終了 判定0-3                  | SHOOT BOXING 2006 NEO ΟΡΘΡΟΖ Series 2nd                                           | 2006年3月25日  |
| ×    | アンディ・サワー               | 3R終了 判定0-3                  | K-1 WORLD MAX 2005 〜世界一決定トーナメント開幕戦〜 【1回戦】                     | 2005年5月4日   |
| ○    | 大野崇                         | 3R終了 判定3-0                  | K-1 WORLD MAX 2004 〜世界王者対抗戦〜                                             | 2004年10月13日 |
| ×    | シャミール・ガイダルベコフ     | 3R終了 判定0-2                  | K-1 WORLD MAX 2004 〜世界一決定トーナメント開幕戦〜 【1回戦】                     | 2004年4月7日   |
| ○    | 土井広之                       | 3R終了 判定3-0                  | K-1 WORLD MAX 2003 〜世界王者対抗戦〜                                             | 2003年11月18日 |
| ×    | サゲッダーオ・ギャットプートン | 3R終了 判定3-0                  | K-1 WORLD MAX 2003 〜世界一決定トーナメント〜 【1回戦】                           | 2003年7月5日   |
| ○    | アレクサンダー・シウバ         | 3R 0:50 KO                      | K-1 Brazil Grand Prix 2003 in Sao Paulo                                           | 2003年2月23日  |
| ○    | ゼリー・フェレイラ             | 3R終了 判定3-0                  | K-1 Brazil Max 2002 【決勝】                                                      | 2002年10月1日  |
| ○    | アレクサンダー・シウバ         | 3R終了 判定3-0                  | K-1 Brazil Max 2002 【準決勝】                                                    | 2002年10月1日  |
| ○    | フォンテネール・シルバ         | 1R 2:12 TKO（ドクターストップ） | K-1 Brazil Max 2002 【1回戦】                                                     | 2002年10月1日  |

## 獲得タイトル
- K-1 Brazil Max 2002 優勝